# Markarianův řetěz
Markarianův řetěz je pás galaxií, které patří do Kupy galaxií v Panně. Při pohledu ze Země tyto galaxie leží podél hladce prohnuté křivky. Dvě z těchto galaxií, Messier 84 a Messier 86, objevil Charles Messier v roce 1781. Ostatní galaxie poprvé zmínil John Dreyer ve svém katalogu New General Catalogue vydaném v roce 1888.
Řetěz byl pojmenován po arménském astrofyzikovi Benjaminu Markarjanovi, který na začátku 60. let 20. století objevil jejich společný pohyb.
Řetěz tvoří tyto galaxie: M84 (NGC 4374), M86 (NGC 4406), NGC 4435, NGC 4438, NGC 4458, NGC 4461, NGC 4473 a NGC 4477. Nejjasnější galaxie M84 a M86 jsou viditelné i malými dalekohledy, ale k zobrazení ostatních slabších galaxií může být zapotřebí použít větší dalekohled. Hlavní část řetězu leží v Souhvězdí Panny, pouze NGC 4473 a NGC 4477 už zasahují do souhvězdí Vlasů Bereniky.
Délka celého útvaru je asi 1,5°.
Vypadá to, že nejméně 7 členů řetězu se pohybuje stejným směrem, ostatní okolní galaxie se do jejich blízkosti možná pouze promítají při pohledu ze Země.
Články řetězu jsou tvořeny jednotlivými galaxiemi, pouze uprostřed jsou dva články, z nichž každý je tvořen dvojicí galaxií.